# Tweede Kamerlid

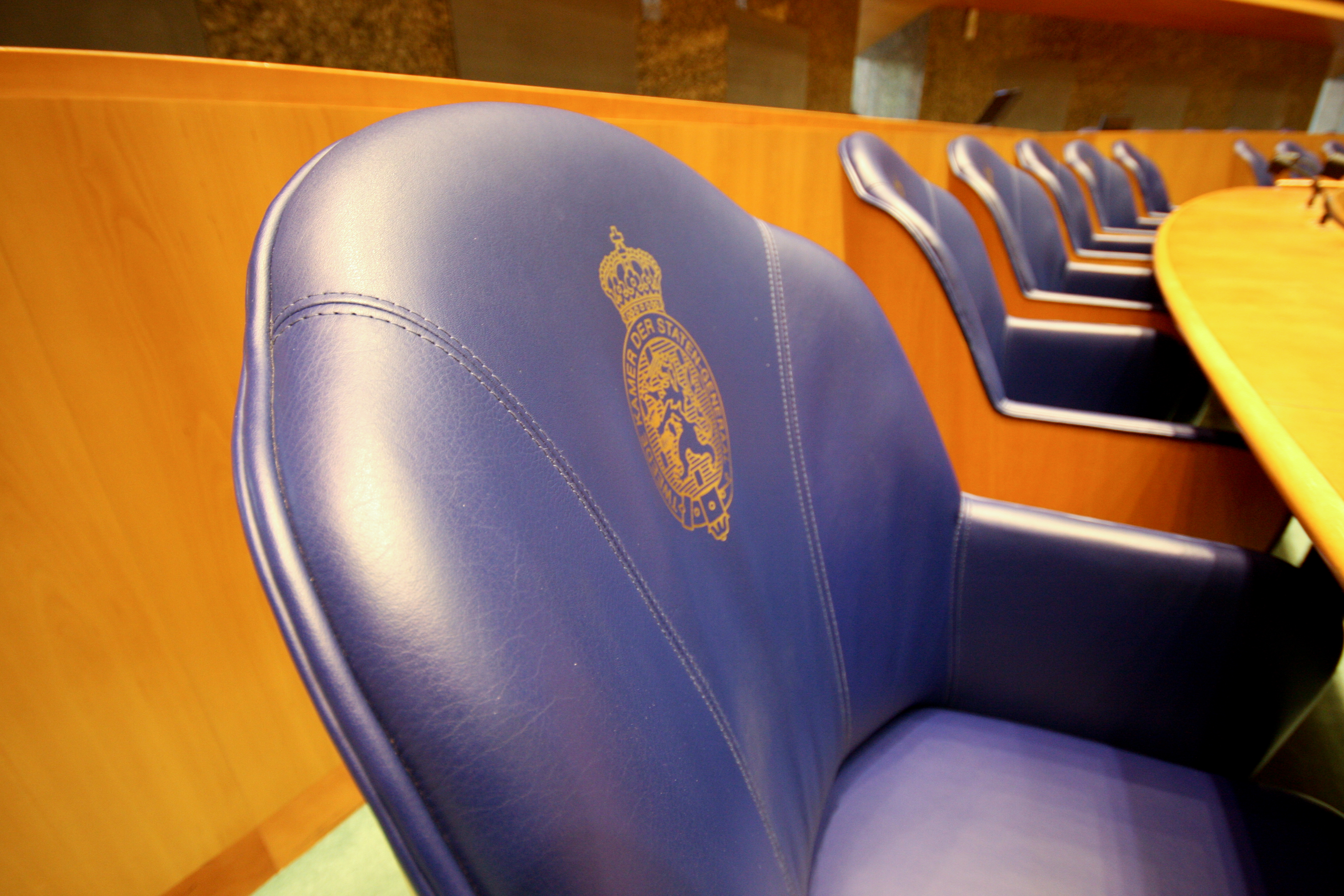
Zetel in plenaire zaal van de Tweede Kamer

Een Tweede Kamerlid is een door burgers verkozen volksvertegenwoordiger in de Tweede Kamer der Staten-Generaal van Nederland. Ze worden voor vier jaar gekozen, iedere Nederlandse burger boven de 18 jaar mag aan de verkiezingen deelnemen. De Tweede Kamer bestaat sinds 1956 uit honderdvijftig leden. Ieder Kamerlid bezet een zetel met stemrecht en iedere volksvertegenwoordiger is op basis van de wet vrij de eigen stem te bepalen, dat wordt officieel stemmen zonder last genoemd. De basisregels voor het kiezen van de volksvertegenwoordiging en hun rechten en plichten zijn opgenomen in de Grondwet. In andere wetten en besluiten zijn nadere regels opgenomen, zoals in het Reglement van Orde voor de Tweede Kamer der Staten-Generaal.
Belangrijkste wettelijke taken van een Tweede Kamerlid zijn controle van de regering en de begroting en het goedkeuren, aanvullen of afkeuren van wetsvoorstellen en besluiten van ministers en Tweede Kamerleden. Anders dan leden van de Eerste Kamer hebben Tweede Kamerleden de grondwettelijke bevoegdheid wetsvoorstellen in te dienen, afzonderlijk of gezamenlijk.

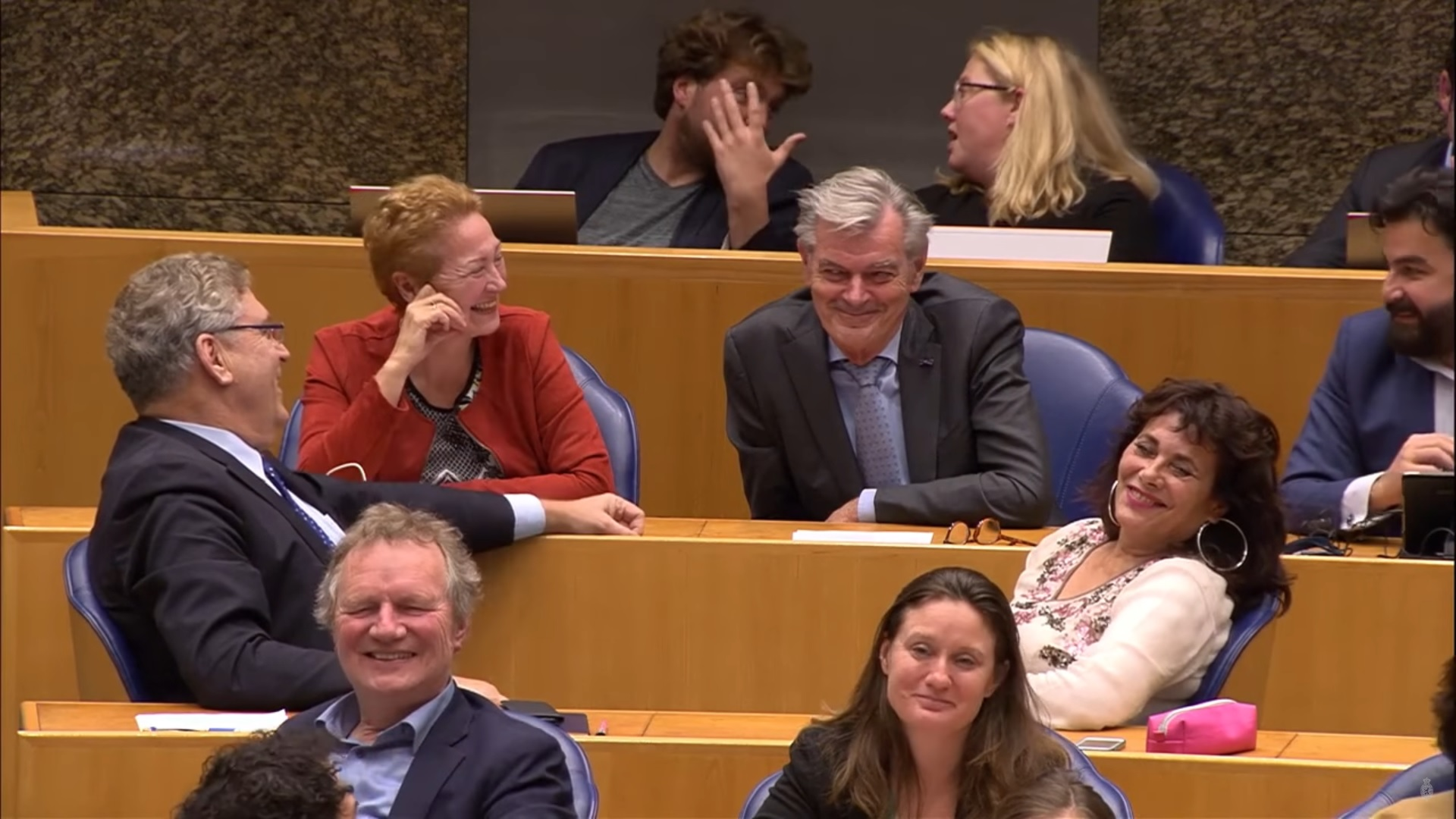
Tweede Kamerleden van verschillende fracties lachen samen, 2017

Kamerleden die tot een partij horen vormen meestal samen een fractie, dat is in de praktijk gegroeid en niet gebaseerd op een wet. Het kamerlid dat leider van een fractie is, wordt fractieleider of fractievoorzitter genoemd. Binnen de fracties bestaan eigen regels hoe het werk wordt georganiseerd. Vaak bestaat de ongeschreven regel dat Kamerleden die bij een partij horen, meestemmen in lijn met de fractie (fractiediscipline) maar ook dat is geen wettelijke regel. Het werk van Tweede Kamerleden bestaat voor een groot deel uit het voorbereiden en voeren van debatten, dat gebeurt in het openbaar, in de plenaire vergadering of commissievergaderingen, zodat burgers kunnen weten wat er speelt en wie welke standpunten uitdraagt. Tweede Kamerleden hebben aan hun Kamerlidmaatschap een volledige baan en ontvangen daarom een salaris en een vergoeding voor noodzakelijke reis- en verblijfkosten. Ze worden ondersteund door medewerkers van het fractiebureau van de partij waarvoor ze in de Kamer zitten. Sommigen hebben ook een persoonlijk assistent. Al deze kosten worden voldaan uit belasting- en andere inkomsten van de centrale overheid.

## Geschiedenis
De eerste Tweede Kamerleden werden in 1815 benoemd door koning Willem I, daarna getrapt gekozen door de leden van de Provinciale Staten en vervolgens rechtstreeks door een bepaalde groep burgers via een landelijke verkiezing.
Bij de oprichting in 1815 had de Tweede Kamer 110 leden, die allen in september dat jaar gelijktijdig benoemd waren door koning Willem I. Nieuwe leden werden benoemd door de Provinciale Staten. Van 1840 tot 1848 had de Tweede Kamer 58 leden. In de jaren 1840 en 1848 waren er naast de leden tijdelijk ook buitengewone leden. Vanaf 1848 had de Tweede Kamer één lid per 45 000 inwoners, gekozen volgens het censuskiesrecht door de inwoners die voldoende belasting betaalden. Na de grondwetswijziging van 1887 telde de Tweede Kamer 100 leden die via honderd kiesdistricten werden verkozen.

## Lidmaatschap

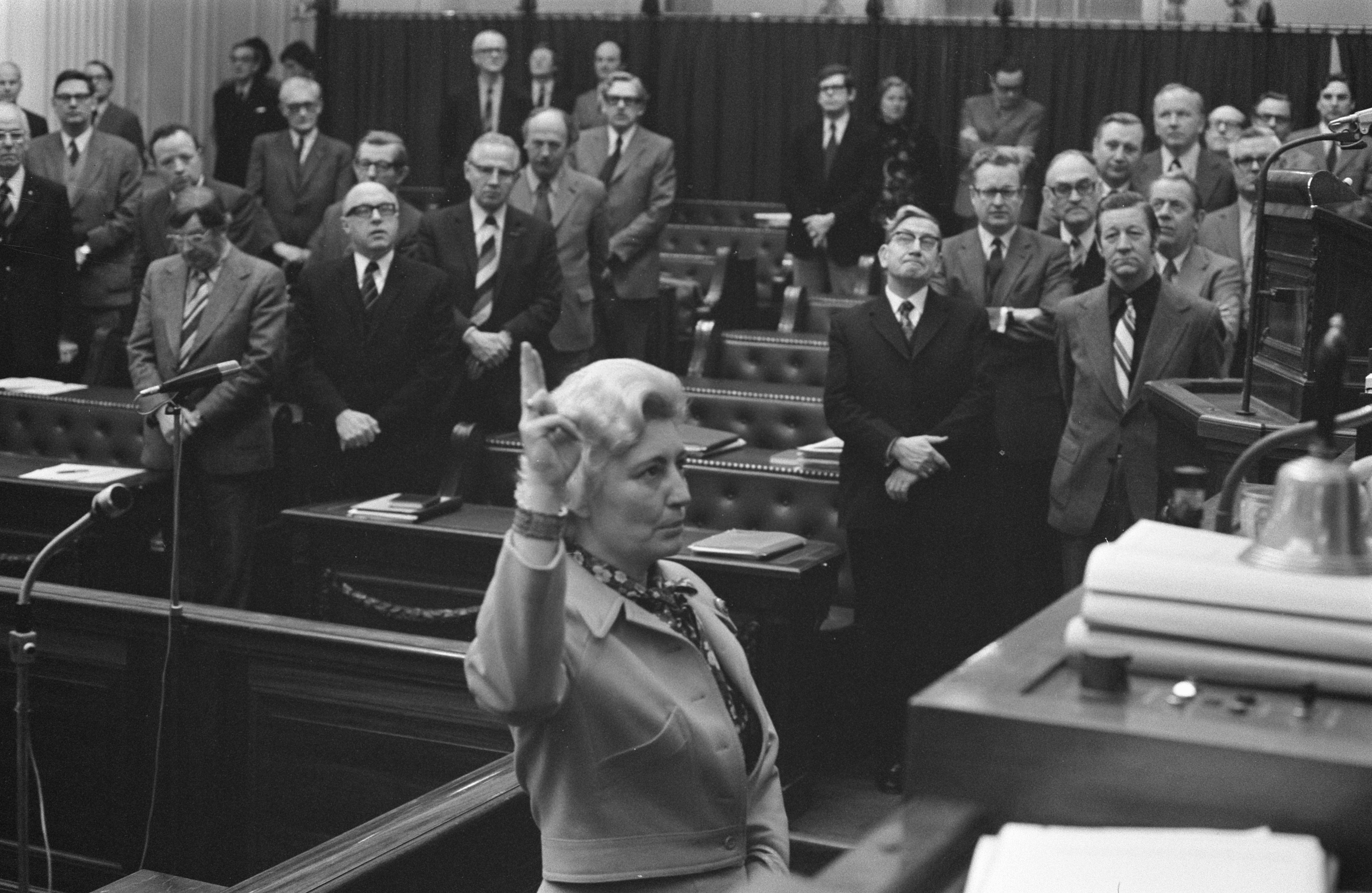
Beëdiging van een Kamerlid, 1974

Leden worden gekozen bij de Tweede Kamerverkiezingen op basis van evenredige vertegenwoordiging.  Is iemand gekozen als Tweede Kamerlid, beslist de Kamer met inachtneming van de bij de wet gestelde regels of een nieuwbenoemd lid als lid van de Kamer wordt toegelaten (art. 2.1 RvO II).
Ieder Kamerlid bezet een zetel met stemrecht en iedere volksvertegenwoordiger is op basis van de wet vrij de eigen stem te bepalen. In de praktijk bestaat vaak dwang te stemmen binnen het kader van de politieke partij op welke kieslijst men was geplaatst. Leden vertegenwoordigen elk een politieke partij en tezamen vormen de Kamerleden die dezelfde partij vertegenwoordigen een fractie.
Om lid te kunnen worden van de Tweede Kamer moet men Nederlander zijn, minimaal de leeftijd van achttien jaar hebben bereikt en niet uitgesloten zijn van het kiesrecht (artikel 56 van de Grondwet).
Lidmaatschap van de Kamer is geen vertrouwensfunctie en zodoende is geen veiligheidsonderzoek vereist. Wel kan de AIVD op verzoek van een politieke partij een screening doen waarbij naslag wordt gedaan in de eigen registers. Het resultaat wordt dan via de minister van Binnenlandse Zaken aan de betreffende partij meegedeeld.
Leden van de Tweede Kamer kunnen niet gerechtelijk worden vervolgd of aangesproken voor hetgeen zij in de vergaderingen van de Staten-Generaal hebben gezegd (artikel 71 van de Grondwet). Dit wordt ook wel de parlementaire onschendbaarheid genoemd.